# Biathlon aux Jeux olympiques de 2014 – Sprint femmes
Navigation
Vancouver 2010 Pyeongchang 2018
L'épreuve féminine du 7,5 km sprint aux Jeux olympiques d'hiver de 2014 a lieu le 9 février 2014 au complexe de ski de fond et de biathlon Laura. Le sprint est remporté par la Slovaque Anastasia Kuzmina devant la Russe Olga Vilukhina et l'Ukrainienne Vita Semerenko. Vilukhina est disqualifiée en novembre 2017 pour dopage. 
En 2020, le Tribunal arbitral du sport annule la suspension à vie d'Olga Vilukhina et restaure ses résultats individuels obtenus lors des Jeux olympiques de 2014.

## Médaillés
| Or                      | Argent               | Bronze               |
| Anastasia Kuzmina (SVK) | Olga Vilukhina (RUS) | Vita Semerenko (UKR) |

## Résultats
L'épreuve commence à 18:30.
Légende : C - Couché ; D - Debout
| Rang                                | Dossard | Athlète                 | Nationalité        | Pénalités (C+D) | Temps         | Retard        |
| ----------------------------------- | ------- | ----------------------- | ------------------ | --------------- | ------------- | ------------- |
| Médaille d'or, Jeux olympiques      | 33      | Anastasia Kuzmina       | Slovaquie          | 0 (0+0)         | 21 min 06 s 8 | —             |
| Médaille d'argent, Jeux olympiques  | 56      | Olga Vilukhina          | Russie             | 0 (0+0)         | 21 min 26 s 7 | +19 s 9       |
| Médaille de bronze, Jeux olympiques | 62      | Vita Semerenko          | Ukraine            | 0 (0+0)         | 21 min 28 s 5 | +21 s 7       |
| 4                                   | 46      | Karin Oberhofer         | Italie             | 0 (0+0)         | 21 min 34 s 7 | +27 s 9       |
| 5                                   | 14      | Anaïs Bescond           | France             | 1 (1+0)         | 21 min 36 s 7 | +29 s 9       |
| 6                                   | 64      | Dorothea Wierer         | Italie             | 0 (0+0)         | 21 min 37 s 4 | +30 s 6       |
| 7                                   | 39      | Weronika Nowakowska     | Pologne            | 1 (1+0)         | 21 min 37 s 6 | +30 s 8       |
| 8                                   | 41      | Elisa Gasparin          | Suisse             | 0 (0+0)         | 21 min 38 s 2 | +31 s 4       |
| 9                                   | 22      | Darya Domracheva        | Biélorussie        | 1 (1+0)         | 21 min 38 s 6 | +31 s 8       |
| 10                                  | 19      | Tora Berger             | Norvège            | 1 (1+0)         | 21 min 40 s 6 | +33 s 8       |
| 11                                  | 6       | Evi Sachenbacher-Stehle | Allemagne          | 1 (0+1)         | 21 min 40 s 8 | +34 s 0       |
| 12                                  | 43      | Valj Semerenko          | Ukraine            | 1 (0+1)         | 21 min 44 s 9 | +38 s 1       |
| 13                                  | 58      | Selina Gasparin         | Suisse             | 1 (0+1)         | 21 min 46 s 5 | +39 s 7       |
| 14                                  | 11      | Susan Dunklee           | États-Unis         | 1 (0+1)         | 21 min 48 s 3 | +41 s 5       |
| 15                                  | 49      | Teja Gregorin           | Slovénie           | 1 (0+1)         | 21 min 48 s 9 | +42 s 1       |
| 16                                  | 55      | Veronika Vítková        | République tchèque | 0 (0+0)         | 21 min 50 s 8 | +44 s 0       |
| 17                                  | 17      | Nadezhda Skardino       | Biélorussie        | 0 (0+0)         | 21 min 50 s 9 | +44 s 1       |
| 18                                  | 10      | Tiril Eckhoff           | Norvège            | 1 (0+1)         | 21 min 51 s 4 | +44 s 6       |
| 19                                  | 81      | Yana Romanova           | Russie             | 0 (0+0)         | 21 min 53 s 4 | +46 s 6       |
| 20                                  | 60      | Marie Dorin Habert      | France             | 0 (0+0)         | 21 min 55 s 0 | +48 s 2       |
| 21                                  | 82      | Monika Hojnisz          | Pologne            | 0 (0+0)         | 21 min 55 s 1 | +48 s 3       |
| 22                                  | 34      | Andrea Henkel           | Allemagne          | 1 (0+1)         | 22 min 01 s 5 | +54 s 7       |
| 22                                  | 47      | Éva Tófalvi             | Roumanie           | 1 (1+0)         | 22 min 01 s 5 | +54 s 7       |
| 24                                  | 68      | Ann Kristin Flatland    | Norvège            | 1 (0+1)         | 22 min 10 s 6 | +1 min 03 s 8 |
| 25                                  | 71      | Rosanna Crawford        | Canada             | 1 (0+1)         | 22 min 10 s 8 | +1 min 04 s 0 |
| 26                                  | 30      | Olena Pidhrushna        | Ukraine            | 1 (0+1)         | 22 min 12 s 8 | +1 min 06 s 0 |
| 27                                  | 5       | Lisa Hauser             | Autriche           | 0 (0+0)         | 22 min 15 s 6 | +1 min 08 s 8 |
| DSQ                                 | 61      | Olga Zaïtseva           | Russie             | 1 (1+0)         | 22 min 16 s 6 | +1 min 09 s 8 |
| 28                                  | 16      | Gabriela Soukalová      | République tchèque | 3 (3+0)         | 22 min 17 s 5 | +1 min 10 s 7 |
| 29                                  | 51      | Kaisa Mäkäräinen        | Finlande           | 2 (0+2)         | 22 min 18 s 4 | +1 min 11 s 6 |
| 30                                  | 40      | Megan Imrie             | Canada             | 1 (0+1)         | 22 min 19 s 5 | +1 min 12 s 7 |
| 31                                  | 12      | Zina Kocher             | Canada             | 1 (1+0)         | 22 min 25 s 5 | +1 min 18 s 7 |
| 32                                  | 8       | Krystyna Pałka          | Pologne            | 1 (1+0)         | 22 min 27 s 8 | +1 min 21 s 0 |
| 33                                  | 65      | Nastassia Dubarezava    | Biélorussie        | 1 (0+1)         | 22 min 29 s 7 | +1 min 22 s 9 |
| 34                                  | 42      | Synnøve Solemdal        | Norvège            | 2 (1+1)         | 22 min 32 s 1 | +1 min 25 s 3 |
| 35                                  | 31      | Mari Laukkanen          | Finlande           | 2 (0+2)         | 22 min 37 s 3 | +1 min 30 s 5 |
| 36                                  | 45      | Liudmila Kalinchik      | Biélorussie        | 2 (1+1)         | 22 min 37 s 8 | +1 min 31 s 0 |
| 37                                  | 27      | Michela Ponza           | Italie             | 0 (0+0)         | 22 min 47 s 0 | +1 min 40 s 2 |
| 38                                  | 25      | Fuyuko Suzuki           | Japon              | 1 (0+1)         | 22 min 47 s 4 | +1 min 40 s 6 |
| 39                                  | 67      | Magdalena Gwizdoń       | Pologne            | 2 (1+1)         | 22 min 51 s 2 | +1 min 44 s 4 |
| 40                                  | 50      | Franziska Preuß         | Allemagne          | 2 (2+0)         | 22 min 53 s 1 | +1 min 46 s 3 |
| 41                                  | 23      | Juliya Dzhyma           | Ukraine            | 3 (1+2)         | 22 min 55 s 5 | +1 min 48 s 7 |
| 42                                  | 1       | Jana Gereková           | Slovaquie          | 3 (1+2)         | 22 min 58 s 0 | +1 min 51 s 2 |
| 43                                  | 74      | Sara Studebaker         | États-Unis         | 1 (1+0)         | 22 min 59 s 5 | +1 min 52 s 7 |
| 44                                  | 37      | Eva Puskarčíková        | République tchèque | 1 (1+0)         | 23 min 00 s 9 | +1 min 54 s 1 |
| 45                                  | 73      | Laura Dahlmeier         | Allemagne          | 2 (0+2)         | 23 min 03 s 2 | +1 min 56 s 4 |
| 46                                  | 84      | Anaïs Chevalier         | France             | 1 (0+1)         | 23 min 03 s 4 | +1 min 56 s 6 |
| 47                                  | 79      | Johanna Talihärm        | Estonie            | 0 (0+0)         | 23 min 09 s 3 | +2 min 02 s 5 |
| 48                                  | 59      | Zhang Yan               | Chine              | 0 (0+0)         | 23 min 09 s 4 | +2 min 02 s 6 |
| 49                                  | 24      | Jitka Landová           | République tchèque | 2 (1+1)         | 23 min 16 s 9 | +2 min 10 s 1 |
| 50                                  | 54      | Diana Rasimovičiūtė     | Lituanie           | 2 (1+1)         | 23 min 18 s 6 | +2 min 11 s 8 |
| 51                                  | 3       | Victoria Padial         | Espagne            | 1 (0+1)         | 23 min 21 s 5 | +2 min 14 s 7 |
| 52                                  | 57      | Annelies Cook           | États-Unis         | 2 (0+2)         | 23 min 23 s 4 | +2 min 16 s 6 |
| 53                                  | 80      | Nicole Gontier          | Italie             | 4 (1+3)         | 23 min 26 s 3 | +2 min 19 s 5 |
| 54                                  | 52      | Tang Jialin             | Chine              | 2 (0+2)         | 23 min 26 s 7 | +2 min 19 s 9 |
| 55                                  | 53      | Marie-Laure Brunet      | France             | 0 (0+0)         | 23 min 27 s 4 | +2 min 20 s 6 |
| 56                                  | 29      | Elena Khrustaleva       | Kazakhstan         | 2 (2+0)         | 23 min 29 s 6 | +2 min 22 s 8 |
| 57                                  | 66      | Darya Usanova           | Kazakhstan         | 1 (1+0)         | 23 min 33 s 3 | +2 min 26 s 5 |
| 58                                  | 78      | Megan Heinicke          | Canada             | 3 (1+2)         | 23 min 34 s 5 | +2 min 27 s 7 |
| 59                                  | 7       | Ekaterina Shumilova     | Russie             | 2 (0+2)         | 23 min 38 s 4 | +2 min 31 s 6 |
| 60                                  | 48      | Desislava Stoyanova     | Bulgarie           | 1 (1+0)         | 23 min 48 s 1 | +2 min 41 s 3 |
| 61                                  | 77      | Martina Chrapánová      | Slovaquie          | 2 (0+2)         | 23 min 48 s 3 | +2 min 41 s 5 |
| 62                                  | 21      | Song Chaoqing           | Chine              | 1 (1+0)         | 23 min 49 s 5 | +2 min 42 s 7 |
| 63                                  | 9       | Galina Vishnevskaya     | Kazakhstan         | 2 (2+0)         | 23 min 52 s 0 | +2 min 45 s 2 |
| 64                                  | 63      | Hannah Dreissigacker    | États-Unis         | 4 (1+3)         | 23 min 55 s 0 | +2 min 48 s 2 |
| 65                                  | 2       | Laure Soulie            | Andorre            | 2 (1+1)         | 23 min 57 s 8 | +2 min 51 s 0 |
| 66                                  | 69      | Daria Yurlova           | Estonie            | 1 (1+0)         | 24 min 01 s 1 | +2 min 54 s 3 |
| 67                                  | 72      | Yuki Nakajima           | Japon              | 2 (1+1)         | 24 min 12 s 9 | +3 min 06 s 1 |
| 68                                  | 38      | Kadri Lehtla            | Estonie            | 4 (2+2)         | 24 min 13 s 3 | +3 min 06 s 5 |
| 69                                  | 44      | Emőke Szőcs             | Hongrie            | 2 (0+2)         | 24 min 15 s 4 | +3 min 08 s 6 |
| 70                                  | 15      | Grete Gaim              | Estonie            | 2 (1+1)         | 24 min 18 s 2 | +3 min 11 s 4 |
| 71                                  | 70      | Paulína Fialková        | Slovaquie          | 3 (3+0)         | 24 min 27 s 1 | +3 min 20 s 3 |
| 72                                  | 83      | Marina Lebedeva         | Kazakhstan         | 2 (1+1)         | 24 min 31 s 9 | +3 min 25 s 1 |
| 73                                  | 4       | Mun Ji-Hee              | Corée du Sud       | 1 (0+1)         | 24 min 32 s 0 | +3 min 25 s 2 |
| 74                                  | 20      | Amanda Lightfoot        | Grande-Bretagne    | 3 (2+1)         | 24 min 48 s 9 | +3 min 42 s 1 |
| 75                                  | 28      | Katharina Innerhofer    | Autriche           | 4 (1+3)         | 24 min 49 s 0 | +3 min 42 s 2 |
| 76                                  | 18      | Jaqueline Mourão        | Brésil             | 0 (0+0)         | 25 min 06 s 4 | +3 min 59 s 6 |
| 77                                  | 26      | Tanja Karišik           | Bosnie-Herzégovine | 1 (1+0)         | 25 min 06 s 8 | +4 min 00 s 0 |
| 78                                  | 32      | Žanna Juškāne           | Lettonie           | 6 (2+4)         | 25 min 36 s 5 | +4 min 29 s 7 |
| 79                                  | 75      | Rina Suzuki             | Japon              | 2 (0+2)         | 25 min 40 s 6 | +4 min 33 s 8 |
| 80                                  | 35      | Miki Kobayashi          | Japon              | 5 (1+4)         | 25 min 52 s 3 | +4 min 45 s 5 |
| 81                                  | 36      | Lucy Glanville          | Australie          | 2 (0+2)         | 26 min 57 s 1 | +5 min 50 s 3 |
| 82                                  | 76      | Song Na                 | Chine              | 4 (3+1)         | 27 min 01 s 5 | +5 min 54 s 7 |
| 83                                  | 13      | Alexandra Camenscic     | Moldavie           | 2 (2+0)         | 27 min 37 s 0 | +6 min 30 s 2 |